# Микрорайон Свердлова
Свердлова — микрорайон города Перми. Расположен в Свердловском районе.

## География
Микрорайон расположен к югу от центра города. Западная граница микрорайона —долина речки Данилиха. Южная— улица Чкалова, восточная — улицы Героев Хасана и Чернышевского, северная проходит по улице Белинского и ручью Грязнушка (приток Данилихи).

## История
В первой половине 1930-х годов здесь начал строиться жилой городок завода № 19 им. Сталина (ныне Пермский моторный завод). Центральная улица поселка была названа Сталинским проспектом (ныне Комсомольский проспект), а сам поселок назывался поселком им. Сталина. Его застройка шла с юга от завода к центру города. К концу 1930-х годов поселок занимал территорию между улицами Куйбышева, Соловьева, Героев Хасана и Чкалова. На месте Комсомольской площади находился ипподром. Поселок считался образцовым, поэтому уже в 1930-е годы началось его благоустройство. На проспекте в бульварной зоне был сооружен фонтан, появились первые скульптуры, зеленые насаждения, памятник Сталину. На склонах речки Данилихи был создан Парк культуры и отдыха, окруженный пихтовым лесом. Рядом с проходной завода была построена фабрика-кухня. Также появились поликлиника, универмаг, детские сады и школы. В 1952 году был открыт Дворец культуры им. Сталина (строительство начиналось в 1940 году), ныне им. Солдатова. В состав микрорайона входит также территория бывшего поселка Чкалова, занимавшего территорию между улицей Куйбышева и долиной речки Данилиха. С поселком им. Сталина его связывала улица Коминтерна.

## Улицы
Основные улицы микрорайона в меридиональном направлении Куйбышева, Комсомольский проспект, Героев Хасана. В широтном направлении (или близком к нему) проходят улицы Белинского, Юрия Смирнова, Павла Соловьева, Коминтерна и Клары Цеткин, последняя, правда, переходит в северо-западное направление.

## Образование
Среднее образование: средние школы № 77, № 96, № 12; Пермский профессионально-педагогический колледж.

## Спорт
Стадион «Звезда».

## Здравоохранение
Городская больница № 8.

## Транспорт
Микрорайон выходит на одни из самых загруженных магистралей города (улицы Чкалова и Героев Хасана), по которым проходят многочисленные маршруты автобусов и трамваев.

## Достопримечательности
Южная часть Комсомольского проспекта, расположенная в границах микрорайона (бывший проспект Сталина), является единым архитектурным ансамблем времен сталинского периода. Центральной его частью является площадка перед дворцом культуры им. Солдатова. Одним из объектов культурного наследия регионального значения является здание Управления внутренних дел Пермского края ("Башня смерти") на Комсомольской площади. 